# تپه چنارالله قلی ۱
تپه چنارالله قلی ۱ مربوط به عصر مس است و در شهرستان چرداول، بخش هلیلان، دهستان هلیلان، ۴۰۰ متری جنوب شرق روستای چنار الله قلی واقع شده و این اثر در تاریخ ۲۶ اسفند ۱۳۸۷ با شمارهٔ ثبت ۲۶۰۰۴ به‌عنوان یکی از آثار ملی ایران به ثبت رسیده است.